# Prudence Crandall
Prudence Crandall (Hopkinton, 3 settembre 1803 – Elk Falls, 28 gennaio 1890) è stata un'insegnante e attivista statunitense, fondò e diresse la Canterbury Female Boarding School a Canterbury, nel Connecticut, che divenne la prima scuola per ragazze afroamericane negli Stati Uniti. Nel 1995 è stata nominata Eroina di Stato dall'Assemblea Generale del Connecticut.

## Biografia
Prudence Crandall nacque il 3 settembre 1803 da Pardon ed Esther Carpenter Crandall, una coppia quacchera che viveva a Carpenter's Mills, Rhode Island, nella città di Hopkinton. Reuben era il suo fratello minore. Quando aveva circa 10 anni, suo padre trasferì la famiglia nella vicina Canterbury, nel Connecticut. Poiché suo padre non teneva in grande considerazione la scuola pubblica locale, pagò la sua frequenza alla Black Hill Quaker School di Plainfield, 8 km a est di Canterbury. Il suo insegnante, Rowland Greene, era contrario alla schiavitù e molto più tardi tenne un discorso, pubblicato sul giornale antischiavista The Liberator di William Lloyd Garrison, sulla necessità dell'istruzione per gli afroamericani.
A 22 anni, per un anno frequentò la New England Yearly Meeting School, un collegio quacchero a Providence, Rhode Island. L'esistenza della scuola fu dovuta alla generosità di Moses Brown, un abolizionista e co-fondatore della Brown University; nel 1904 la scuola cambiò nome in Moses Brown School. Dopo la laurea, Prudence Crandall insegnò in una scuola a Plainfield. Divenne battista nel 1830.

## La Canterbury Female Boarding School
Nel 1831, Crandall aprì una scuola privata per ragazze bianche benestanti, la Canterbury Female Boarding School, un Collegio molto stimato tra le scuole del Connecticut. Nel settembre del 1832, Sarah Harris Fayerweather fu la prima afroamericana a presentare domanda di ammissione nel Collegio. La Crandall, che aveva familiarità con il movimento abolizionista, accettò Sarah Harris, ma i genitori degli altri studenti lasciarono la scuola per protesta.
Prudence era una "ragazza molto ostinata", secondo suo fratello Reuben. Invece di chiedere alla studentessa afroamericana di andarsene, decise che se le ragazze bianche non avessero frequentato la scuola con le studentesse di colore, avrebbe educato le ragazze afroamericane. Fu arrestata e trascorse una notte in prigione. Seguirono ripetuti processi per aver violato una legge del Connecticut, emanata appositamente per rendere illegale il suo lavoro. La risoluzione dichiarava esplicitamente che “il governo degli Stati Uniti e la nazione, con tutte le sue istituzioni di diritto, appartengono agli uomini bianchi che ne sono ora detentori”.
Secondo quanto riportato da Angela Y. Davis nel suo Bianche e nere, sempre estratto dal libro di Sillen, “A dispetto di tutte le minacce, Prudence Crandall aprì la scuola [...] Le studentesse di colore stavano coraggiosamente al suo fianco. Seguì allora uno degli episodi più eroici - e più vergognosi - della storia americana. I negozianti si rifiutarono di vendere provviste alla signorina Crandall [...]. Il medico del paese non voleva assistere le studentesse malate. Il farmacista si rifiutò di fornire la medicine. Colmo di tanta feroce disumanità, dei teppisti sfasciarono le finestre delle scuola, gettarono letame nel pozzo e appiccarono più volte fuoco all’edificio”.
La scuola rimase aperta per 18 mesi, durante i quali Crandall e i suoi studenti furono sottoposti a una pressione costante da parte della popolazione locale  . 
Il 9 settembre 1834, un gruppo di cittadini ruppe quasi novanta vetri di finestre utilizzando delle pesanti sbarre di ferro. Per la sicurezza dei suoi studenti, della sua famiglia e di se stessa, Prudence Crandall chiuse la sua scuola il 10 settembre 1834. Tutte queste violenze da parte degli abitanti del paese impedirono a Crandall di mantenere la scuola aperta in sicurezza. Crandall lasciò il Connecticut e non vi abitò mai più.Prudence Crandall fu sottoposta a due processi. Un noto abolizionista, Arthur Tappan di New York, finanziò i suoi avvocati.
Molto più tardi, la legislatura del Connecticut, grazie alle pressioni di Mark Twain, residente a Hartford, approvò una risoluzione in onore di Crandall e le garantì una pensione. Twain si offrì di acquistare la sua ex casa di Canterbury per la pensione, ma lei rifiutò.
Morì pochi anni dopo, nel 1890.

## Eredità e onori
La sua scuola nel Connecticut, un monumento storico nazionale, è aperta al pubblico come Prudence Crandall Museum  . Nel 1995 è stata nominata Eroina di Stato del Connecticut nell'Assemblea Generale del Connecticut